# Sandford Fleming
Pour les articles homonymes, voir Fleming.
Sandford Fleming, né le 7 janvier 1827 à Kirkcaldy en Écosse et mort le 22 juillet 1915 à Halifax au Canada, est un ingénieur et inventeur canadien.

## Biographie
Il a proposé un système universel de fuseaux horaires, conçu le premier timbre-poste canadien, réalisé plusieurs relevés et cartes de villes canadiennes, participé au développement du réseau de chemin de fer canadien et été l'un des membres fondateurs de la Société royale du Canada ainsi que du Royal Canadian Institute. Il était ingénieur en chef du Chemin de fer Canadien Pacifique.
Le 8 février 1879, lors d'une réunion de l'institut, Sandford Fleming propose de diviser le monde en 24 fuseaux horaires. Ses efforts pour faire adopter ce système mèneront à la tenue de la conférence internationale de Washington de 1884.
En 1897, il est anobli et fait chevalier par la reine Victoria, recevant le titre de Sir, pour la réalisation d'un câble à travers l'Océan Pacifique, du Canada à l'Australie, qui était une partie importante de la All Red Line,.
Il appartenait à la franc-maçonnerie.
Le mont Sir Sandford, en Colombie-Britannique et le Fleming College, en Ontario, ont été nommés à sa mémoire.

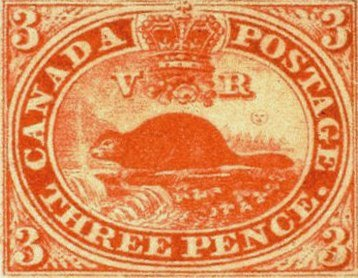
Le « castor » de trois sous.